# A Poirot Double Bill (Agatha Christie-színdarabgyűjtemény)
Az A Poirot Double Bill Agatha Christie két egyfelvonásos Poirot-színdarabjának gyűjteménye, melyek cselekmény szempontjából egymástól függetlenek, mégis egy este alatt szokták bemutatni.
A két egyfelvonásos színdarab:
- Darázsfészek (The Wasp's Nest)
- Sárga írisz (Yellow Iris)

A darabokat Magyarországon először 2022. május 28.-án adták elő, a budapesti Orfeumban, a Poirot az orfeumban című műsor keretien belül. Az előadás szövegét Zöldi Gergely fordította, az előadást Böhm György rendezte, a szerepeket Elek Ferenc (Hercule Poirot), Száraz Dénes, Tenki Dalma, Ódor Kristóf, Erdős Borcsa és Sütő András alakították.